# Alabes
Alabes es un género de peces espada endémico de Australia. Se encuentra en los océanos Índico y Pacífico. Son peces pequeños, similares a las anguilas, con cuerpos estrechos y diminutas cabezas.

## Especies
Especies reconocidas del género:
- Alabes bathys Hutchins, 2006
- Alabes brevis V. G. Springer & T. H. Fraser, 1976
- Alabes dorsalis (J. Richardson, 1845)
- Alabes elongata Hutchins & S. M. Morrison, 2004
- Alabes gibbosa Hutchins & S. M. Morrison, 2004
- Alabes hoesei V. G. Springer & T. H. Fraser, 1976
- Alabes obtusirostris Hutchins & S. M. Morrison, 2004
- Alabes occidentalis Hutchins & S. M. Morrison, 2004
- Alabes parvula (McCulloch, 1909)
- Alabes scotti Hutchins & S. M. Morrison, 2004
- Alabes springeri Hutchins, 2006

### Lectura recomendada
- Cloquet H. 1816-30. [Pisces accounts.] In: Dictionnaire des sciences naturelles. Volumes 1-60. [Initials after accounts correspond to authors given in Vol. 1; fish accounts by Lacepède (L. L.), Duméril (C. D.), Daudin (F. M. D.) and Cloquet (H. C.)]. Dict. Sci. Nat.